# Kreuzlingen
Kreuzlingen je mesto v Švici in drugo največje mesto po velikosti v Kantonu Thurgau.

## Mestne četrti
- Bernrain

## Šport
- FC Kreuzlingen, nogometni klub

## Znane osebe
Znane osebe, ki so delovale ali pa so bile povezane z Kreuzlingenom: 
- Ferdinand von Zeppelin

- Cerkev sv. Ulricha in Afre